# Роки (Козенца)
Роки је насеље у Италији у округу Козенца, региону Калабрија.
Према процени из 2011. у насељу је живело 54 становника. Насеље се налази на надморској висини од 202 м.